# Лъжени
 Тази статия е за леринското село.  За прилепското вижте Лажани.  За охридското вижте Лъжани.
Лъжени (на гръцки: Μεσονήσι, Месониси, до 1926 година Λάζενη, Лазени) е село в Егейска Македония, Република Гърция, в дем Лерин (Флорина), област Западна Македония.

## География
Селото е разположено в Леринското поле на река Сакулева (на гръцки Сакулевас), на 6 километра източно от демовия център Лерин (Флорина).

## История

### В Османската империя
В XIX век Лъжени е чисто българско село в Леринска каза, Османската империя. В 1848 година руският славист Виктор Григорович описва в „Очерк путешествия по Европейской Турции“ Лежини като българско село. В „Етнография на вилаетите Адрианопол, Монастир и Салоника“, издадена в Константинопол в 1878 година и отразяваща статистиката на населението от 1873 година Лайени (Layéni) е посочено като село с 80 домакинства и 200 жители българи.
Според статистиката на Васил Кънчов („Македония. Етнография и статистика“) в 1900 селото (Лажени) има 200 жители българи.
На Етнографската карта на Битолския вилает на Картографския институт в София от 1901 година Лъжен е чисто българско село в Леринската каза на Битолския санджак с 65 къщи.
В началото на XX век цялото население на селото е под върховенството на Българската екзархия. По данни на секретаря на екзархията Димитър Мишев („La Macédoine et sa Population Chrétienne“) в 1905 година в Лъжени (Lajani) има 336 патриаршисти гъркомани и функционира гръцко училище.

### В Гърция
През Балканската война в 1912 година в селото влизат гръцки части и след Междусъюзническата в 1913 година селото остава в Гърция. Боривое Милоевич пише в 1921 година („Южна Македония“), че Лажени има 18 къщи славяни християни. В 1926 година селото е прекръстено на Месонисион.
| Име                 | Име          | Ново име     | Ново име     | Описание                                                                |
| ------------------- | ------------ | ------------ | ------------ | ----------------------------------------------------------------------- |
| Търно пътче         | Τρενοπάτσε   | Краниес      | Κρανιές      | река на Ю от Лъжени, вливаща се като десен приток в Сакулева над селото |
| Зелица или Зелицата | Ζελιτσάτα    | Кефалари     | Κεφαλάρι     | местност на Ю от Лъжени и алтернативно име на Търно пътче               |
| Гола Лека           | Γκόλλα Λέκκα | Флориниотико | Φλωρινιωτικο | местност на СИ от Лъжени, на С от Песочница и на И от Арменово          |

### Преброявания
- 1913 – 489 души
- 1920 – 131 души
- 1928 – 189 души
- 1940 – 328 души
- 1951 – 336 души
- 1961 – 256 души
- 1971 – 139 души
- 2001 – 227 души
- 2011 – 198 души